# Tredegar
Tredegar (prononcé /trɪˈdiːɡər/) est une ville et une communauté située sur les rives de la rivière Sirhowy dans le comté de Blaenau Gwent, au sud-est du Pays de Galles. À l'intérieur des limites historiques du Monmouthshire, il devient l'un des premiers centres de la révolution industrielle au Pays de Galles. Les quartiers concernés (Tredegar Central et West, Sirhowy et Georgetown) recensent la population de la ville à 15 103 habitants lors du recensement britannique de 2011,.

## Origines du nom
Le nom est un emprunt de Tredegar à Coedcernyw par Newport. Pour éviter toute confusion, le Tredegar original est aujourd'hui connu en anglais sous le nom de Tredegar House ou Tredegar Park. Le nom Tredegar est d'abord attesté comme Tredegyr, qui est un composé de tre(f) et du nom personnel Tegyr. Les tentatives infondées pour expliquer le nom basé sur l'étymologie folklorique incluent Tre (f) -deg-erw («la ferme de dix acres»).
En 1800, Samuel Homfray épouse Jane Morgan, fille de Sir Charles Gould Morgan, 1er baronnet de Tredegar House, et obtient ainsi un bail favorable de terrains miniers dans la vallée de Sirhowy où il établit les Tredegar Ironworks. Les bâtiments de la société figurent sur la carte de l'Ordnance Survey de 1832 sous le nom de Tredegar Iron Works. Le nom de la ville est tiré de celui des forges.
Dans le dialecte gallois local connu sous le nom de Gwenhwyseg, le nom est souvent prononcé comme Tredecar. Il y a aussi une forme abrégée Decar.

## Histoire

### Pré-industrialisation
Tredegar se développe grâce aux ressources naturelles dont elle dispose dans la vallée de Sirhowy, à savoir:
- Minerai de fer
- Charbon avec lequel produire du coke
- Électricité, à partir de la rivière Sirhowy au débit rapide
- Bois, qui peut être coupé pour les bâtiments et les étais de fosse, et brûlé comme combustible

Ainsi, au début des années 1700, la haute vallée de Sirhowy est une vallée naturelle bien boisée, composée de quelques fermes et de petites usines sidérurgiques occasionnelles où le minerai de fer et le charbon sont naturellement produits ensemble.

### Industrialisation
La première usine sidérurgique enregistrée dans la vallée de Sirhowy est Pont Gwaith an Hearn, développée par deux Bretons et exploitée par des hommes de Penydarren, Merthyr Tydfil. Le Sirhowy Iron Works est érigé en 1750 par M. Kettle du Shropshire. En 1778, Kettle vendit cette forge à Thomas Atkinson et William Barrow, venus de Londres dans la région. Ils la développent comme le premier four à charbon, de sorte que des hommes sont employés pour creuser du charbon à Bryn Bach et Nantybwch, la première exploitation minière à petite échelle de la région. Le four et donc l'entreprise ont échoué en 1794.

### Forges sidérurgiques de Tredegar
En 1797, Samuel Homfray, avec ses partenaires Richard Fothergill et Matthew Monkhouse, construit un nouveau four, louant le terrain du domaine Tredegar à Newport. Cela crée la nouvelle Sirhowy Ironworks, qui allait devenir en 1800 la Tredegar Iron Company, nommée en l'honneur du domaine Tredegar à Tredegar House et Tredegar Park à Newport dans le sud du comté.
En 1891, la société cesse la production de fer, mais continue à développer des mines de charbon et à produire du charbon. L'ancienne usine sidérurgique de Tredegar est effectivement abandonnée, les Whiteheads reprenant la partie sud du site à partir de 1907. En 1931, ils ferment leurs opérations, déplaçant tout à leurs travaux de Newport. TICC continue à développer des mines de charbon et des fosses de travail, jusqu'à ce qu'il soit nationalisé en 1946, faisant partie du National Coal Board.
Le Tredegar Iron Works à Richmond, en Virginie, aux États-Unis, est nommé en l'honneur de la ville.

#### Fondation
Samuel Homfray et ses associés ont besoin de logements pour leurs ouvriers, et développent une cité adaptée. Le terrain du côté est de la rivière Sirhowy appartient au lieutenant-colonel Charles Gould Morgan qui accorde un bail en 1799 pour construire Tredegar Ironworks Company. En 1800, Homfray épouse la fille de Sir Charles, Jane, et améliore ainsi les conditions de son bail. La rive ouest de la rivière appartient à Lord Tredegar et reste donc à court terme sous-développée.
Homfray vend des franchises à des hommes d'affaires qui veulent opérer dans sa ville et dont il prélève un pourcentage. Il paie ses ouvriers avec ses propres fonds. Les ouvriers dépensent celui-ci principalement dans la ville, chez les franchisés d'Homfray. La ville, en plein essor, passe de 1 132  habitants en 1801 à 34 685 en 1881.
Il y a plusieurs épidémies de choléra dans la ville au XIXe siècle, et un cimetière dédié au choléra est établi à Cefn Golau.

### Cercle de Tredegar

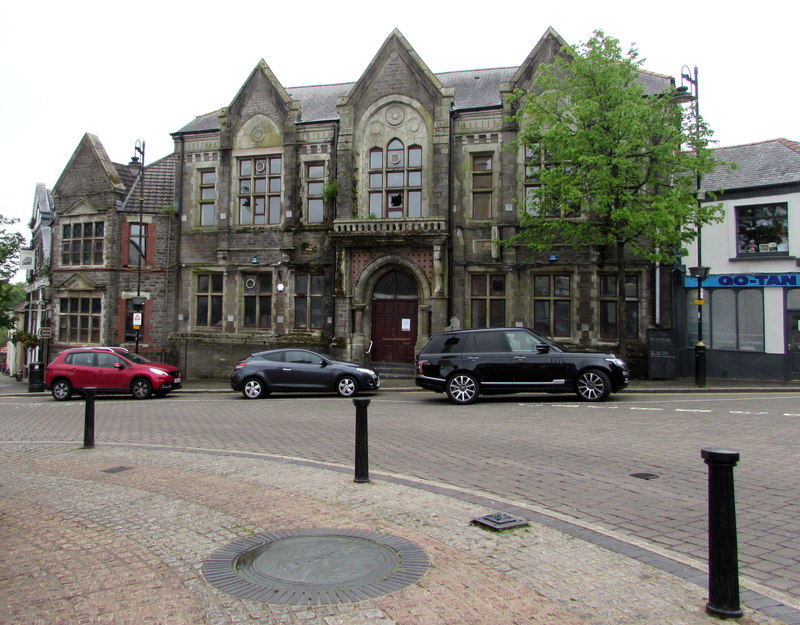
L'ancien hôtel de ville de Tredegar

Samuel Homfray, un maître des forges qui réussit à obtenir une grande parcelle de terrain dans et autour de Tredegar, doit être remercié pour la construction de Tredegar Circle et les larges rues qui en découlent. Il s'est montré très préoccupé par l'état des rues actuelles et leur étroitesse, décidant que sa nouvelle ville aurait de larges rues partant d'une place centrale. Tredegar Circle a d'abord été connu sous le nom de "The Square", mais à mesure que des bâtiments et des magasins se sont développés autour de lui, les habitants de Tredegar ont commencé à l'appeler "The Circle".
La prostitution est monnaie courante au sein de Tredegar Circle, ayant presque la réputation d'être un «quartier chaud» dans les premiers jours.
Tredegar Circle est également considéré comme un important «centre commercial», de nombreux commerçants locaux s'y rendaient pour installer des étals et vendre leurs marchandises aux habitants de Tredegar, avant que l'horloge de la ville ne soit érigée. Des chevaux et des charrettes chargées de marchandises claquaient autour de Tredegar Circle, presque tous les types de produits étant disponibles à l'achat dans Tredegar Circle. L'hôtel de ville de Tredegar, un bâtiment important du Circle, est reconstruit en 1892.
Tredegar Circle est également connu pour les pubs qui l'occupent, bien qu'il y en ait eu beaucoup qui ont fermé au fil des ans, comme le Greyhound Inn et les Freemasons, tous deux autrefois très populaires auprès des travailleurs locaux.

## Langue galloise
Selon le recensement de 2011, 5,4 % des 6 063 résidents de Tredegar Central and West (328 habitants) peuvent parler, lire et écrire le gallois.

## Émeutes
La ville est connue pour ses trois émeutes majeures. En 1868, il y a des émeutes électorales, qui ont lieu après que le candidat préféré des habitants, le colonel Clifford, ne soit pas élu.
Deuxièmement, en 1882, il y eut une importante émeute anti-irlandaise à Tredegar. Il y a une grande communauté irlandaise à Tredegar depuis les années 1850, et pendant un certain temps, il y a des tensions. Les rapports de l'époque varient, mais là où ils sont tous d'accord, il y a le fait que l'émeute commence par des jets de pierres et s'est rapidement intensifiée avec la destruction des maisons des Irlandais et l'incendie des meubles dans les rues. Les Irlandais sont chassés de Tredegar et certains sont battus. Des troupes de Newport et de Cardiff doivent être appelées pour réprimer la violence.
La troisième émeute importante cible les Juifs en 1911. On qualifie parfois cette émeute de pogrom, car les magasins juifs sont saccagés et qu'il faut faire intervenir l'armée,.

## Gouvernance

### Liens avec le parti travailliste
Tredegar a des liens étroits avec d'éminents députés travaillistes et l'histoire du parti travailliste et du mouvement travailliste en Grande-Bretagne dans son ensemble. C'est le lieu de naissance d'Aneurin Bevan, qui est responsable de l'introduction du National Health Service britannique (NHS), et qui dans les années 1920 est impliqué dans la gestion de Tredegar General Hospital. Neil Kinnock, chef du Parti travailliste de 1983 à 1992, est né à Tredegar en 1942 et y vit la majeure partie de sa jeunesse, fréquentant les Georgetown Infants and Junior Schools de la ville entre 1947 et 1953. Son prédécesseur en tant que chef, Michael Foot, est député travailliste de la circonscription locale - Ebbw Vale - pendant son mandat de chef du parti. Faisant partie de la circonscription travailliste autrefois sûre de Blaenau Gwent, Tredegar est pendant une période représentée par le politicien indépendant de gauche Dai Davies jusqu'aux élections générales de 2010, lorsqu'elle est revenue au travail.

## Architecture

### Chambre d'hôtes
Bedwellty House est une maison et des jardins classés Grade II. A l'origine une "chaumière basse au toit de chaume", l'ancienne maison est rénovée en 1809. L'actuelle maison Bedwellty est construite en 1818 pour abriter Samuel Homfray, dont les usines de fer et de charbon sont les principaux employeurs locaux pendant une grande partie du XIXe siècle. Le jardin et parc victorien, conçu à l'origine comme un jardin hollandais autour duquel on pouvait marcher ou rouler sans être confronté à une porte, une clôture ou des caractéristiques extérieures, contiennent le Long Shelter, également une structure classée Grade II construite pour le mouvement chartiste.

### Horloge de ville
L'horloge de la ville, qui domine la partie sud du centre-ville, est l'un des principaux attributs de Tredegar. L'horloge est fabriquée par JB Joyce &amp; Co de Whitchurch, Shropshire et est l'idée de Mme. RP Davies, l'épouse du directeur de Tredegar Ironworks, qui décide qu'elle voulait présenter une "haute horloge illuminée", et c'est elle qui décide qu'elle serait érigée dans le Cercle.

## Culture et loisirs
Le Tredegar Town Band, qui participe à des compétitions nationales, est fondé en 1849.
Tredegar Orpheus Male voice choir, qui tire son nom d'Orphée, le dieu grec de la musique, est fondé en 1909.
Tredegar abrite des équipes de rugby à XV Tredegar Rugby Football Club qui jouent dans la Swalec League Division Two East et Tredegar Ironsides Rugby Football Club. Le club est créé en 1946. Il y a aussi les clubs de golf Tredegar et Rhymney à proximité.
Tredegar abrite Bryn Bach Park, un parc de campagne.
Accueil de l'Académie du film Blaenau Gwent qui donne aux jeunes (7-18) l'occasion d'apprendre à produire des films et à gagner en confiance, qui produit à la fois des films primés à plusieurs reprises Life of a Plastic Cup et Stationary Bike basé sur le nouvelle de Stephen King.

## Carreg Bica Isaf
En octobre 2013, un agriculteur local est emprisonné pendant dix mois après avoir autorisé le déversement illégal de 4 700 charges de déchets sur ses terres, gagnant 283 000 £. Un porte-parole de Natural Resources Wales espérait que l'affaire montrerait que les gens ne pouvaient pas profiter du déversement illégal.

## Lieu de tournage
Tredegar est utilisé pour de nombreux tournages de télévision et de films, notamment The District Nurse avec Nerys Hughes. En 1982, une version télévisée du roman d'AJ Cronin, La Citadelle, est tournée à Tredegar, avec Ben Cross. La série est basée en partie sur les expériences de Cronin en tant que médecin dans la ville, où il travaille pour la Tredegar Medical Aid Society au début des années 1920. Cette société contribue au modèle qui établit le British National Health Service. Aneurin Bevan, qui lance le service de santé en 1948, déclare « Tout ce que je fais, c'est étendre à l'ensemble de la population britannique les avantages que nous avons eu à Tredegar pendant une génération ou plus. Nous allons vous Tredegariser » .
Juste au nord de Tredegar se trouve la région de Trefil. Trefil trouve une nouvelle renommée en 2005 lorsqu'il est utilisé comme emplacement pour le monde natal extraterrestre de Vogon dans le film du livre de Douglas Adams The Hitchhiker's Guide to the Galaxy.
En 2011, la région de Trefil a de nouveau été utilisée comme lieu de tournage pour une grande production hollywoodienne lorsque des parties d'une suite de Clash of the Titans y sont tournées.
Le 13 mai 2008, la scène de l'accident de voiture du court métrage Cow est filmée sur le contournement de Tredegar.
Le 25 janvier 2010, le film indépendant A Bit of Tom Jones? créé à Leicester Square, Londres. Tourné à Tredegar et dans ses environs, en utilisant des habitants et des acteurs professionnels, le film est financé par des entreprises locales.
L'épisode de Doctor Who The Hungry Earth est tourné à Bedwellty Pits en 2010.
En 2018, les nouvelles de la Blaenau Gwent Film Academy (basée au Tredegar's Little Theatre) devaient adapter la nouvelle de Stephen King Stationary Bike diffusée littéralement dans le monde entier, qui seraient toutes filmées à Tredegar et dans la région voisine de Trefil .

## Personnes notables

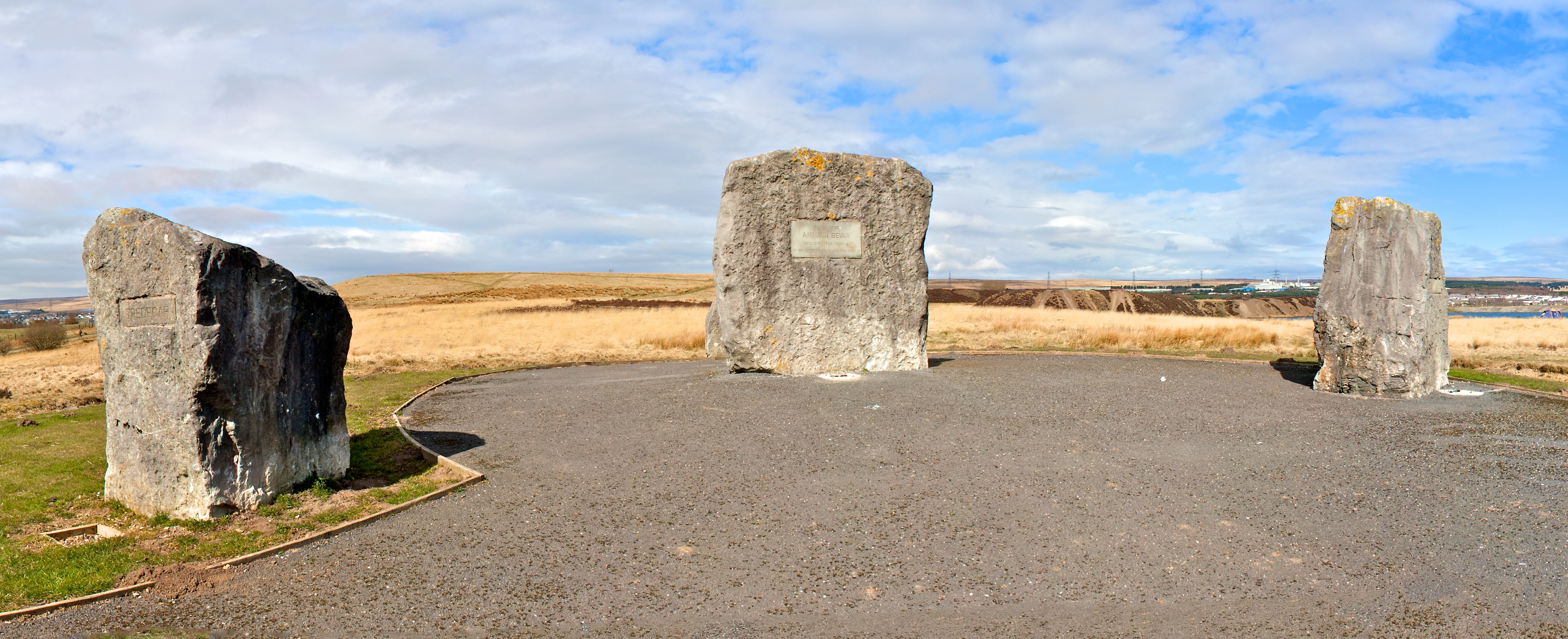
Les pierres d'Aneurin Bevan sont érigées pour commémorer l'endroit où il tient des réunions en plein air avec des électeurs.

- Anterior, groupe de death metal mélodique composé de cinq musiciens
- Aneurin Bevan, homme d'État travailliste, fondateur du National Health Service et député d'Ebbw Vale (1929-1960)
- Mark Colbourne (en), médaillé d'or et d'argent aux Jeux paralympiques d'été de 2012
- Walter Conway (en), secrétaire de la Tredegar Medical Aid Society, le modèle qui crée le National Health Service
- George Cording (en), joueur de cricket qui joue comme gardien de guichet pour le Glamorgan County Cricket Club
- Vincent Cronin, écrivain historique, culturel et biographique, notamment de la période de la Renaissance
- Alun Davies (en), membre de l'Assemblée du travail pour la région du centre et de l'ouest du pays de Galles
- James Davis, secrétaire américain au travail, sénateur américain de Pennsylvanie, fondateur de Moose International, la Grande Loge de Moose en Grande-Bretagne
- Edward Donelan PhD, barrister-at-law, Dublin et Londres, conseiller parlementaire, Office of Attorney General Dublin, a une carrière réussie à l'OCDE et plus tard en tant que consultant indépendant au cours de laquelle il devient un expert mondial sur l'amélioration de la réglementation, conseillant 30 pays sur la manière d'améliorer leur gestion réglementaire et de renforcer leurs capacités en matière d'élaboration de politiques et de rédaction législative.
- Bradley Dredge (en), golfeur professionnel sur le PGA European Tour
- Jonathan Evans, ancien député conservateur de Cardiff North
- Bert Gray (en), footballeur qui joue comme gardien de but pour Tranmere Rovers et l'équipe nationale galloise
- Mark Jones, joueur de rugby à double code qui joue pour les équipes nationales galloises et la Grande-Bretagne dans la ligue de rugby
- Patrick Jones, poète, dramaturge et cinéaste, connu pour sa collaboration avec les Manic Street Preachers
- Neil Kinnock, député de Bedwellty et Islwyn (1970-1995), chef du parti travailliste, commissaire européen et pair à vie en tant que baron Kinnock de Bedwellty.
- Stephen Kinnock, député travailliste d'Aberavon (2015 à ce jour), chef d'entreprise et époux du Premier ministre danois, Helle Thorning-Schmidt
- Stuart Lane, joueur de rugby pour Cardiff RFC, Pays de Galles, et les Lions britanniques et irlandais
- John Lewis, footballeur de Cardiff City et du comté de Newport
- Douglas McKie (1896-1967) chimiste
- Nicki McNelly (en), prêtre anglican, ancien prévôt de la cathédrale Saint-Jean, Oban
- Christopher Meredith (en), poète, romancier et professeur de l'Université de Glamorgan
- Tracey Moberly (en), artiste, auteur et animatrice d'émissions de radio, surtout connue pour son travail à vocation politique
- David Morgan, administrateur de cricket, ancien président de l'International Cricket Council et président du England and Wales Cricket Board et du Glamorgan County Cricket Club
- Glyn Parry, historien et professeur de l'Université Victoria de Wellington
- Garyn Preen (en), footballeur qui joue actuellement pour Merthyr Town
- Berwyn Price, médaillé d'or et d'argent aux Jeux du Commonwealth de 1974 et 1978
- Ray Reardon, joueur de snooker six fois champion du monde
- Moses Russell (en), joueur de football de Plymouth Argyle et de l'équipe nationale galloise
- Nick Smith Député travailliste de Blaenau Gwent (2010-)
- Jason Strange (en), joueur de rugby pour de nombreux clubs, actuellement à Ebbw Vale RFC
- Philip Weekes (en), ingénieur minier et directeur des bassins houillers du sud du Pays de Galles du National Coal Board
- Bryan White, ancien maire de Tredegar et membre senior du Loyal Order of Moose en Grande-Bretagne
- Arthur Henry Williams, organisateur syndical et membre de la Chambre des communes du Canada pour l'Ontario
- Denzil Williams (né en 1938), joueur de rugby à XV du Pays de Galles et des Lions britanniques et irlandais
- Phil Williams, scientifique et membre de l'Assemblée de Plaid Cymru pour la région Est du sud du Pays de Galles (1999-2003)
- Cliff Wilson, joueur de snooker vainqueur du Championnat du monde amateur
- Nicky Wire, parolier, bassiste et chanteur occasionnel des Manic Street Preachers

## Villes jumelles
Tredegar est jumelée avec Orvault en Loire-Atlantique depuis 1979.